# M-503
La carretera M-503, antiguamente conocida como Eje del Pinar de Las Rozas, es una carretera autonómica de la Red Principal (Comunidad de Madrid) de 25,999 km de longitud, que discurre entre las localidades de Madrid, en su enlace con la M-500 y Villanueva de la Cañada. El trazado inicial de la M-503, construido a mediados de los años 90 iba desde la M-40 hasta la A-6 a la altura de la estación de Pinar de Las Rozas, sin embargo el tramo entre Majadahonda y Pinar de las Rozas fue transferido al Ministerio de Fomento para ser incluido en la M-50. Anteriormente había construido a mediados de los años 80, el tramo original de la carretera desdoblada entre la M-500 y la M-502.
Debido a que ya existía una carretera que unía Majadahonda y Villanueva de la Cañada, este último tramo se añadió a la M-503 quedando así su configuración actual.
La M-503 es autovía entre Pozuelo y la M-50, y desde el 21 de noviembre de 2007 también lo es entre la M-50 y la M-600 hasta Villanueva de la Cañada, llamado este último tramo la "Autovía de los Satélites". Al igual que con la M-501, esta obra no ha estado exenta de polémica, pues la autovía favorecerá el desarrollo urbanístico en los municipios de la zona, teniendo en cuenta la gran expansión urbanística de los últimos años y cuyo crecimiento podría poner en peligro la supervivencia de espacios naturales.
En el tramo Pozuelo-Madrid no es autovía, pero la calzada es doble. En 2006, al ejecutarse las obras del Metro Ligero Oeste, dos de las cuatro rotondas presentes en este tramo de la carretera fueron modificadas creándose un paso subterráneo para la carretera que evita la reducción de velocidad para los vehículos que no se van a desviar en las mismas.  
Desde el 22 de julio de 2010 se han realizando mejoras en la rotonda que conecta la M-503 con El Carralero y la M-50.

## Tráfico
La intensidad media diaria alcanzó en 2011 la cifra de 84.094 vehículos al día en su tramo más concurrido, entre la M-40 y M-50. Esta cifra implica un descenso de un 10,3 % sobre los datos de 2010. La M-503 es la tercera vía interurbana con más tráfico de las gestionadas por la Comunidad de Madrid, tras la M-607 y la M-45. 
El detalle de la Intensidad Media Diaria del año 2012, según el "Estudio de Gestión del Tráfico en las carreteras de la Comunidad de Madrid" publicado por la Comunidad de Madrid, es el siguiente:
| KM.    | Intensidad media diaria | % vehículos pesados | Ubicación del P.K. de medición                      |
| ------ | ----------------------- | ------------------- | --------------------------------------------------- |
| 1,020  | 45.092                  | 2,53                | Circunvalación Pozuelo-Aravaca (junto M-500)        |
| 6,090  | 45.405                  | 9,69                | Circunvalación Pozuelo-Aravaca (salida de Boadilla) |
| 6,480  | 42.358                  | 6,84                | Entre las intersecciones con M-513 y M-40           |
| 8,670  | 84.094                  | 5,62                | Entre M-40 y M-50                                   |
| 18,230 | 22.629                  | 3,32                | Entre M-516 y M-509                                 |

## Tramos
| Denominación | Tramo | km      | Año servicio                                              |
| ------------ | --- | ------- | --------------------------------------------------------- |
| M-503        | Aravaca (Madrid) M-500 - Enlace M-508 Pozuelo de Alarcón Sureste Tramo original (con rotonda) Supresión rotonda M-508 | 1,5 -   | 1988 2011                                                 |
| M-503        | Enlace M-508 Pozuelo de Alarcón Sureste - Ctra. de Húmera Pozuelo de Alarcón Sur Tramo original (con rotonda) Supresión rotonda Ctra. de Húmera                                                                                | 2 -     | 1988 2007                                                 |
| M-503        | Ctra. de Húmera Pozuelo de Alarcón Sur - Enlace M-515 Pozuelo de Alarcón Suroeste Tramo original (con rotondas) Supresión rotonda M-502 Supresión rotonda M-513                                                                | 3,6 - - | 1989 2007 2021                                            |
| M-503        | Enlace M-515 Pozuelo de Alarcón Suroeste - Majadahonda Sur M-50 Tramo original: Enlace M-515 Pozuelo de Alarcón Suroeste - Majadahonda Sur M-50 Tramo ampliado: Enlace M-40 Pozuelo de Alarcón Suroeste - Majadahonda Sur M-50 | 5 4,2   | 2 carriles por sentido: 1994 3 carriles por sentido: 2014 |
| M-503        | Majadahonda Sur M-50 - Villanueva de la Cañada M-600 Tramo original Tramo (autovía) | 14 12,5 | 1 carril por sentido: 1994 2 carriles por sentido: 2007   |

## Salidas
| Número de Salida     | Nombre de Salida                                                               | Carretera que enlaza                             |
| -------------------- | ------------------------------------------------------------------------------ | ------------------------------------------------ |
|                      | Puente de los Franceses. ' A-6 '                                               | ' M-500 ' Carretera de Castilla                  |
|                      | Aravaca. Húmera. Campus Universitario Somosaguas                               | ' M-508 ' Carretera de Húmera                    |
|                      | Pozuelo Estación. Húmera.                                                      |                                                  |
|                      | Pozuelo de Alarcón. Carabanchel                                                | ' M-502 '                                        |
| Rotonda              | Pozuelo de Alarcón. Boadilla del Monte.                                        | ' M-513 ' Carretera de Pozuelo a Boadilla        |
| 7 (solo Ascendente)  | Majadahonda.                                                                   | ' M-515 ' Carretera de Pozuelo a Majadahonda     |
| 8                    | Todas direcciones                                                              | ' M-40 '                                         |
| 10                   | Majadahonda Sur                                                                |                                                  |
| (solo Descendente)   | Hospital U. Puerta de Hierro Majadahonda                                       |                                                  |
| Rotonda              | Majadahonda. Boadilla del Monte                                                | ' M-516 ' Carretera de Majadahonda a Boadilla    |
| Rotonda              | Urbanización                                                                   |                                                  |
| 15                   | Urbanización                                                                   |                                                  |
| 18                   | Universidad C.J.C. Urbanización. ESA.                                          | Villafranca del Castillo                         |
| 23                   | Villanueva del Pardillo                                                        | ' M-509 '                                        |
| 25 (solo Ascendente) | M-853                                                                          | ' M-853 '                                        |
| Rotonda              | Circunvalación Villanueva de la Cañada. enlace a M-600 Villanueva de la Cañada |                                                  |
| Rotonda              | Villanueva de la Cañada. Valdemorillo                                          | ' M-600 ' Carretera de Villanueva a Valdemorillo |